# بوئنا ویستا
بوئنا ویستا (انگلیسی: Buena Vista) شرکت صنایع غذایی آمریکایی است، که در سال ۱۹۵۳ تأسیس شد.